# دماغه شلاگسکی
دماغه شلاگسکی (روسی: Мыс Шелагский) یک دماغه در دریای سیبری شرقی و ناحیه خودگردان چوکوتکای کشور روسیه است.